# South Puyallup River Bridge
Le South Puyallup River Bridge est un pont en arc américain dans le comté de Pierce, dans l'État de Washington. Ce pont routier permet le franchissement du Puyallup au sein du parc national du mont Rainier. Il est inscrit au Registre national des lieux historiques depuis le 13 mars 1991 et contribue par ailleurs au Mount Rainier National Historic Landmark District établi le 18 février 1997.